# ローズ・ターレット
ローズ・ターレット（Rose turret又はローズ＝ライス・ターレット：Rose-Rice turretとして知られる）は、1944年と1945年にイギリスのアブロ ランカスター重爆撃機に搭載された2丁のブローニングM2重機関銃を装備した銃塔である。この銃塔の開発は1943年にランカスター機の防御武装の改善計画の一環として始まったが、1944年の遅くまで量産に入れなかった。イギリス空軍（RAF）は1944年6月に600基のローズ・ターレットを発注し、ヨーロッパでの第二次世界大戦終結までに400基が生産された。この銃塔は一般的には既存のものよりも改善されたと認識されているが、実戦では高い確率で射撃不能に陥った。

## 開発
就役した当時全てのアブロ ランカスター機は.303 ブローニング機関銃を装備した3基の銃塔を搭載しており、機首と胴体中央背面の銃塔には各2丁、機尾銃塔には4丁の機銃を装備していた。少数の初期型ランカスター機の中には胴体下面に2丁の.303 ブローニング機関銃を装備した下面銃塔も搭載していたものもあったが、この銃塔は1942年以降は廃止された。1942年に航空幕僚が「可能な限り早急に」より強力な.50口径の重機関銃を装備した銃塔をランカスター機に搭載する必要性を認識し、この見解はボマー・コマンド（爆撃軍団）の指揮官アーサー・ハリス空軍元帥に支持されていたにもかかわらず、間もなく.303 ブローニング機関銃では効果が薄いことを露呈した。1943年1月11日に航空省でランカスター機に最適な武装を検討する会議が開催された。参加者の意見は、機体中央部の背面銃塔に2門の20 mm機関砲、機首銃塔に2丁の.303機関銃、機尾銃塔に2丁の.50口径機関銃を装備すべきということで一致した。会議の結論としてRAFのtechnical requirements 担当の責任者であったラルフ・ソーリー少将は、「1年以内に機体中央背面銃塔の追加と機尾銃塔の改良するためにあらゆる努力を注ぐべき。」とし、この最終期限に間に合わなければランカスター機の武装は時代遅れになるであろうと述べた。
ソーリーの見解にもかかわらず、ランカスター機の改良型機尾銃塔の開発はなかなか進まなかった。ハリスはこの開発計画の遅い進捗状況に失望し、航空省には期限内にこの銃塔を製造することができないと確信した。それを受けてハリスは公式の手続き外でことを進める決断をしてゲインズボローの小規模工場であるローズ・ブラザース社（Rose Brothers）にランカスター機用銃塔の開発を依頼した。同社は以前にも1940年にハリスの依頼でハンドレページ ハンプデン爆撃機用の改良型銃座を開発した経験があった。その後に航空生産省はこの銃塔の開発支援のために製図工（draughtsmen）の派遣を申し出たが、ローズ・ブラザース社社長はこれを断りエドワード・ライス少将に技術協力を依頼した。ライスはボマー・コマンド基地司令官幹部（the senior Bomber Command station commanders）の一人で、この開発計画の始動に当たりハリスに帯同して同社を訪れたことがあった。ライスは後に第1航空群の指揮官となった。1943年6月にハリスはソーリーから後にローズ・ターレットとして知られるようになる銃塔の開発の支援をとりつけた。しかしローズ・ブラザース社による単独供給を嫌った航空省と航空生産省によりランカスター機の.303 銃塔を生産していたナッシュ・アンド・トムソン社とも.50口径機関銃装備の銃塔の開発契約が結ばれ、こちらはFN82型として知られている。
2種類の新型銃塔の開発は1943年を通して続けられたが、双方とも1944年の初めまで実用段階まで進まなかった。ローズ・ターレットは初期の射撃試験で激しい振動に見舞われたが、これは銃塔基部リングの製造品質の低さに起因するものであった。設計に関する問題が解決した後の1944年6月にRAFは600基のローズ・ターレットを発注した。この銃塔はゲインズボローにあるローズ・ブラザース社の工場で手作業で製造されたが、結局は1日1基という生産効率で、これはAir Staffにしてみればかなり低い値であった。ローズ・ターレットの生産は戦争終結と共に終了し、この時点まで400基が完成した。FN82型は開発に手間取り、最初の量産型が完成したのは1945年1月で、戦争終結までにFN82型銃塔を搭載したボマー・コマンド所属のランカスター機は無かった。

## 特徴

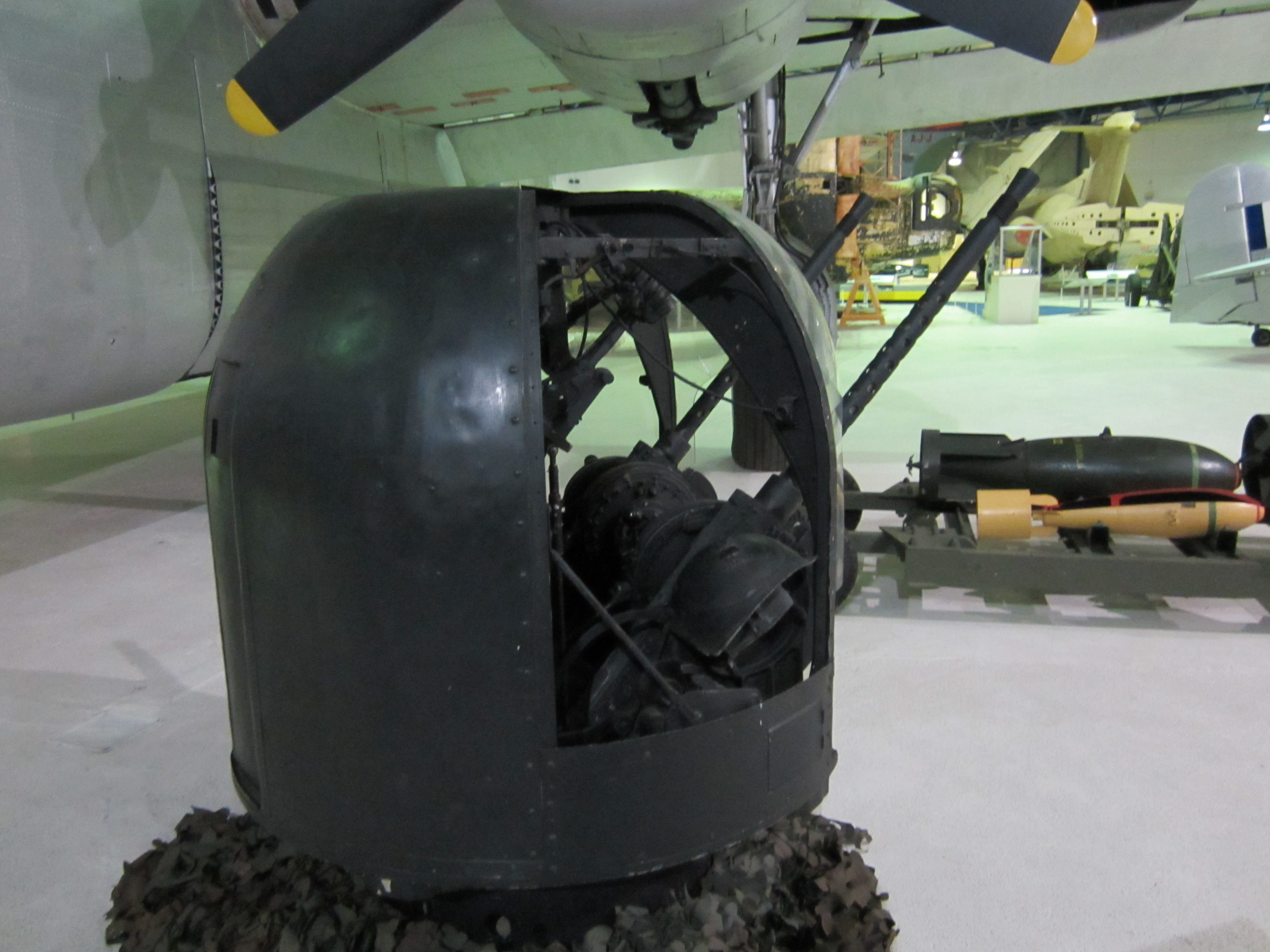
イギリス空軍博物館に展示されているローズ・ターレットの背面

ローズ・ターレットは2丁のブローニングM2重機関銃を装備した内部空間に余裕のある設計の銃塔であった。この銃塔は油圧で作動し、この油圧機構はそれ以前の設計のものよりも取り扱いが容易であった。かなり広い内部空間は2名分の座席を取り付けることも可能であり、1名が機銃を操作し、もう1名が照準計算機に目標データを入力するように考えられていたが、実際にはこの形態では運用されなかった。
ローズ・ターレットの設計で特異だったのは銃塔全体が外皮で覆われていないことであった。それ以前のものは銃座の周囲がパースペクスで覆われていたが、ローズ・ターレットでは銃手正面の保護シールドが無く、外気に開放されていた。これは多くのランカスター機の銃手がより良好な視野を求めて銃塔の一部を切り欠いているという実戦運用の経験を反映した結果であった。試験ではこの開放式でも銃塔内部の温度（どんな銃塔でも一般的に非常に低温であったが）は、密閉式のものに比べて僅か4度C低いだけであることが分かった。この特徴は銃手の視野が改善されると共に緊急時に銃手が機外に脱出することも容易にしていた。

## 実戦運用
ローズ・ターレットは1944年の遅くから実戦で運用され始めた。主に第1航空群所属機に搭載されたが、第5航空群に配備されたものもあった。ほとんどのランカスター機の尾部銃手は火力が増大されたことでこの銃塔は改善が図られたと認めたが、旧い型よりも信頼性が低いことが判明した。航空省が実施した調査では戦闘中に射撃不能になった.303 機関銃搭載の銃塔は23%であったのに対してローズ・ターレットの場合は60%にのぼった。良い面では敵戦闘機の攻撃を受けたと思われるローズ・ターレット搭載機は他のランカスター機の半分であることが分かった。調査官は「これは攻撃からの回避を助けたであろう銃塔からの視野の増加による効果であるらしい。」と述べていた。
戦争終結までに180基のローズ・ターレットがランカスター機に搭載された。著書『Despatch on War Operations』の中でハリスは、この銃塔が1942年以降にRAFの重爆撃機の防御兵装に与えられた唯一の改善点であったと述べ、ボマー・コマンドの要求に対する「これら責任の所在は銃塔の設計と生産に対して驚くほどの軽視を示した。」と論じた。

## 参照
出典
1. 1 2  McKinstry (2009), p. 436
2. ↑  McKinstry (2009), pp. 130–131
3. ↑  McKinstry (2009), p. 429
4. ↑  McKinstry (2009), pp. 429–430
5. ↑  McKinstry (2009), pp. 430–431
6. ↑  McKinstry (2009), p. 431
7. ↑  McKinstry (2009), pp. 431–432
8. ↑  McKinstry (2009), pp. 433–436
9. ↑  McKinstry (2009), p. 434
10. 1 2  Harris (1995), p. 111
11. ↑  Bowyer (1979), p. 51
12. ↑  Bowyer (1979), pp. 51–52
13. ↑  McKinstry (2009), p. 435
14. 1 2  Bowyer (1979), p. 52
15. 1 2  Falconer (1998), p. 94
16. ↑  Harris (1995), p. 108

参考文献
- Bowyer, Chaz (1979). Guns in the Sky : The Air Gunners of World War Two. New York: Scribner. ISBN 0684162628
- Falconer, Jonathan (1998). The Bomber Command Handbook 1939-1945. Stroud, Gloucestershire: Sutton. ISBN 0750918195
- Harris, Arthur T. (1995). Despatch on War Operations : 23rd February, 1942, to 8th May, 1945. London: Routledge. ISBN 9780714646923
- McKinstry, Leo (2009). Lancaster : The Second World War's Greatest Bomber. London: John Murray. ISBN 9780719523533